# La Rosière
 La Rosière  es una población y comuna francesa, situada en la región de Franco Condado, departamento de Alto Saona, en el distrito de Lure y cantón de Faucogney-et-la-Mer.

## Demografía
| 206 | 183 | 136 | 113 | 86 | 87 | 99 |
| Para los censos de 1962 a 1999 la población legal corresponde a la población sin duplicidades (Fuente: INSEE [Consultar]) |     |     |     |    |    |    |